# 穂田川洋山
穂田川 洋山（ほたかわ ようさん、1975年1月7日-　）は、日本の小説家。兵庫県生まれ、東京都出身、早稲田大学第一文学部卒。

## 来歴
フリーライター、カヤックインストラクター、リバーガイドなどを経て、フリー校閲者。2010年「自由高さH」で第110回文學界新人賞受賞、同作で第143回芥川賞候補。2011年「あぶらびれ」で第144回芥川賞候補。

## 著書
- 『自由高さH』（ 文芸春秋、2010年8月）
  - 『文學界』2010年6月号

### 単行本未収録作品
- あぶらびれ（ 文學界 2010年11月号）
- 二人の複数（『文学界』2011年４月号）
- 群衆のナンバー（『文学界』2011年6月号）